# Erich Prinz von Lobkowicz
Erich-Georg (Maria Joseph Gabriel Rupert Balthasar Wenzel) Prinz von Lobkowicz (* 31. října 1955, Mnichov) je třetím prezidentem německé asociace Maltézského řádu, předseda členské schůze firmy Malteser Werke e.V a předseda dozorčí rady firmy Deutsche Malteser gGmbH.

## Rodina
Jeho otec je Mikuláš Lobkowicz. V roce 1982 se oženil s hraběnkou Christinou von Hohenthal und Bergen se kterou má šest dětí.

## Život
V letech 1960–1968 žil v USA ve městě South Bend a na základě této skutečnosti má americké občanství. V roce 1975 ukončil maturitou Max-Gymnázium v Mnichově. Zde a ve Freiburgu pak studoval Sinologii, filosofii a historii. V roce 1979 získal titul Magister Artium. Bydlí na zámku Maxlrain v Horním Bavorsku a je vlastníkem pivovaru Schlossbrauerei Maxlrain Leo Graf von Hohenthal und Bergen GmbH & Co. KG.